# الجومقلیه
الجومقلیه (به عربی: الجومقلیة) یک روستا در سوریه است که در حماه واقع شده‌است. الجومقلیه ۱٬۰۶۴ نفر جمعیت دارد.